# Echinasteridae
Die Echinasteridae sind Seesterne, die eine auffällige netzartige Oberfläche haben. Sie besitzen keine Pedicellarien. Ihre Arme sind meist schlank und von rundem Querschnitt. Viele Arten sind außergewöhnlich farbenprächtig, oft rot oder gelb.

## Einige Arten und ihre Lebensweise
Die Gattung Echinaster besteht hauptsächlich aus tropischen Arten und lebt auch in Korallenriffen. Der Purpurstern (Echinaster sepositus) lebt im Mittelmeer, sowie im östlichen Atlantik zwischen den Kapverdischen Inseln und der Bretagne. Er hat oft sechs bis sieben Arme und ist auffallend rot oder orange gefärbt.
Henricia lebt in kalten Meeren, sowohl auf der nördlichen Hemisphäre, als auch auf der Südhalbkugel, fehlt dagegen in tropischen Meeren. Henricia sanguinolenta lebt auch in der Nordsee und der westlichen Ostsee. Auch er ist auffallend rot, orange oder gelb gefärbt.
Die Echinasteridae ernähren sich von Kleinstpartikeln, die sie mit Hilfe der Cilienströme auf der Epidermis zum Maul transportieren.
Einige Arten betreiben eine Art von Brutpflege und legen sich auf die abgelegten Eier und bewachen diese, bis die Larven schlüpfen.

## Systematik
Laut World Register of Marine Species (Christopher Mah, 2012) bilden die Echinasteridae die einzige Familie der Ordnung Spinulosida (Stachelsterne), zu denen früher auch die Sonnensterne gezählt wurden (heute Valvatida).

## Gattungen
- Echinaster Müller & Troschel, 1840
- Henricia Gray, 1840
- Odontohenricia Rowe & Albertson, 1988
- Poraniopsis Perrier, 1891
- Stegnaster Sladen, 1889